# Warfarin-Embryopathie
Als Warfarin-Embryopathie – weiter gefasst als Warfarin-Syndrom – wird ein der Chondrodysplasia punctata ähnelnder Symptomenkomplex bei Kindern bezeichnet, deren Mütter in der Schwangerschaft – vor allem im Zeitraum der 6.–12. Schwangerschaftswoche – mit oralen Antikoagulanzien wie Warfarin behandelt wurden.
Die Fehlbildungen zeigen sich als Hypoplasie der Nase und/oder Entwicklungsstörungen der Epiphyse (wie bei Chondrodysplasia punctata) sowie weitere Auffälligkeiten.
Synonyme sind: Cumarin-Embryopathie; englisch fetal warfarin syndrome.
Die Erstbeschreibung erfolgte im Jahre 1966 durch P. J. DiSaia.
Orale Antikoagulanzien können zwar während der gesamten Schwangerschaft zu Fehlbildungen führen, diese dürften in diesem Fall zumindest teilweise durch Blutungen beim Fetus ausgelöst werden, da orale Antikoagulanzien im Gegensatz zu Heparin plazentagängig sind. Hier sind besonders Zentralnervensystem und Augen betroffen und stehen Optikusatrophie, Mikrozephalie und fetale Entwicklungsstörungen im Vordergrund.
Dennoch wird deren Einnahme durch Schwangere mit Ausnahme des erwähnten Zeitraums sowie der letzten Schwangerschaftswochen (Gefahr der vorzeitigen Plazentalösung) in einer Übersichtsarbeit von Chan et al. als ausreichend sicher eingestuft, sofern eine absolute Indikation zur Antikoagulation bei der Schwangeren besteht, zumal die orale Antikoagulation bessere Ergebnisse erziele als jene durch Heparine bzw. niedermolekulare Heparine.

## Klinische Erscheinungen
Diagnostische Kriterien sind:
- nasale Hypoplasien mit eingesunkener Nasenwurzel, nach vorne gerichteten Nasenlöchern und Einkerbungen, schmale Nasenöffnungen mit respiratorischen Problemen bei vielen Neugeborenen
- punkt- bis fleckförmige Verkalkungen der Epiphysen im Achsenskelett, Femur proximal, im Fersenbein im ersten Lebensjahr
- bei der Hälfte der Betroffenen Extremitätenhypoplasie, Rhizomelie, pränatale Dystrophie

Ferner können Augenveränderungen, Entwicklungsverzögerungen und weitere seltenere Fehlbildungen auftreten.

## Diagnostik
Die Diagnose kann bereits intrauterin durch Feinultraschall vermutet werden.
In der ICD-10 wird die Warfarin-Embryopathie mit Q86.2 unter den „angeborenen Fehlbildungssyndromen durch bekannte äußere Ursachen, die nicht andernorts klassifiziert werden“ eingeordnet.

## Differentialdiagnose
Abzugrenzen ist das Keutel-Syndrom, der hereditäre kombinierte Mangel an Vitamin-K-abhängigen Gerinnungsfaktoren, die Chondrodysplasie mit Brachytelephalangie.